# Daniela Grzenia
Daniela Grzenia (* 30. Januar 1971) ist eine ehemalige deutsche Squashspielerin.

## Karriere
Daniela Grzenia erreichte fünfmal das Finale der Deutschen Meisterschaften und unterlag in allen Begegnungen Sabine Schöne. Mit der deutschen Nationalmannschaft nahm sie 1989, 1990, 1992 und 2000 an der Weltmeisterschaft teil. Im Einzel stand sie viermal im Hauptfeld der Weltmeisterschaften und erzielte jeweils 1990 und 1992 mit dem Einzug in die zweite Runde ihr bestes Resultat. Zwischen 1990 und 2000 stand sie außerdem mehrfach im Kader bei Europameisterschaften. 1992, 1998, 1999 und 2000 wurde sie dabei mit der Mannschaft Vizeeuropameisterin.

## Erfolge
- Vizeeuropameisterin mit der Mannschaft: 1992, 1998, 1999 und 2000
- Deutsche Vizemeisterin: 1990–1992, 2002, 2003